# Mickael Lukoki Nsimba
 (août 2025).
Mickael Lukoki Nsimba, né le 14 mai 1978 à Kinshasa (République démocratique du Congo), est un homme politique, haut fonctionnaire et ingénieur civil congolais. Il est député national élu de Madimba (Kongo-Central) et directeur de cabinet de la Première ministre Judith Suminwa Tuluka depuis juin 2024.

## Biographie

### Enfance et formation
Mickael Lukoki Nsimba est né le 14 mai 1978 à Kinshasa, capitale de la République démocratique du Congo. Il est originaire du territoire de Madimba, dans la province du Kongo Central.
Fils de Joseph Lukoki Mavoka et de Marie-Josée Mfulu Massaka, Il grandit dans une famille profondément engagée dans la vie intellectuelle, publique et politique du pays. Son père, Joseph Lukoki Mavoka est un auteur et chercheur reconnu, dont les travaux portent sur la diplomatie et l’économie congolaise. Il est l’auteur du livre « De l’État indépendant du Congo à la république du Zaïre : l’économie zaïroise aux prises avec les structures coloniales et traditionnelles ». Contributeur à la réflexion  sur la diplomatie congolaise comme levier de développement, Joseph Lukoki Mavoka est régulièrement cité dans des publications académiques portant sur les relations internationales, la politique étrangère de la RDC et les enjeux de gouvernance globale.
Sa mère, Marie-Josée Mfulu Massaka, après une longue carrière dans le secteur bancaire, a été nommée par le président Joseph Kabila au poste de vice-gouverneure de la ville-province de Kinshasa, en charge des questions économiques, financières et de développements. Élue députée provinciale du Bas-Congo (ancienne appellation du Kongo central) en 2006, elle devient en 2007 vice-présidente de l’Assemblée provinciale de ladite province; Un poste qu’elle occupera pendant douze années consécutives.
Ce double héritage parental, à la fois intellectuel et institutionnel, a façonné chez Mickael Lukoki une conscience aiguë des défis de gouvernance du territoire congolais. Il effectue sa scolarité primaire et secondaire à Kinshasa, où il obtient son diplôme d’État avant de poursuivre ensuite ses études supérieures en France, se spécialisant dans les domaines du génie civil et de la gestion des entreprises.
Il est titulaire de deux diplômes de niveau master :
- Un Master en Génie Civil, option Matériaux, Structures et Ouvrages, obtenu à l’Université de Cergy-Pontoise, Faculté de Neuville ;

- Master en Administration des Entreprises (MBA) délivré par l’Institut Supérieur de Gestion (ISG) à Paris[2].

## Carrière Professionnelle
Mickael Lukoki Nsimba possède une expérience avérée dans les domaines de l’ingénierie, de la gouvernance des infrastructures et du développement territorial.
De 2013 à 2014, il occupe le poste d’Assistant technique du Directeur général de l’Office des routes, avec rang de Directeur. Dans ce cadre, il participe à la coordination des politiques nationales en matière de réhabilitation et d’entretien du réseau routier congolais, en appui direct à la direction générale de cet établissement public stratégique.
Par la suite, entre 2017 et 2019, il exerce les fonctions de Ministre provincial du Kongo Central, en charge d’un portefeuille élargi incluant les Mines, Énergie, Hydrocarbures, Transports, Travaux publics, Infrastructures, PT-NTIC, Habitat, Urbanisme et Affaires foncières. À ce poste, il pilote plusieurs chantiers liés à l’aménagement du territoire, à la modernisation des infrastructures régionales et à la gestion des ressources naturelles,.
Entre 2017 et 2019, il est aussi membre de la Chambre de commerce et d’industrie du Kongo Central, siégeant au conseil d’administration du secteur privé. À ce titre, il participe à la promotion de l’investissement local, au renforcement du dialogue public-privé et à l’accompagnement des initiatives entrepreneuriales régionales.
Il est aussi PCA de l'Unité de Conseil et de Coordination des partenariats public-privé (UC-PPP).
En parallèle de ses fonctions publiques, Mickael Lukoki a également évolué dans le secteur privé, notamment en tant que Directeur général de l’entreprise ORION, spécialisée dans les infrastructures et le développement urbain.

## Engagement Politique
Il débute son parcours politique au sein de la province du Kongo Central, où il est nommé, en 2016, ministre provincial des Affaires foncières et des Travaux publics dans le gouvernement de Jacques Mbadu Nsitu. Il exerce cette fonction jusqu’en 2019, avec un portefeuille élargi touchant notamment à l’aménagement du territoire, aux infrastructures, à l’urbanisme et aux services fonciers. Durant son mandat, il est reconnu pour ses efforts dans la réhabilitation des routes et des infrastructures sociales de base.
En 2023, Mickael Lukoki Nsimba est nommé Directeur de cabinet adjoint de la Ministre d’État en charge du Plan, Judith Suminwa Tuluka, au sein du gouvernement central de la République démocratique du Congo. À ce poste, il participe à la coordination technique, administrative et stratégique des actions du ministère.
Il est notamment impliqué dans la mise en œuvre du Programme de Développement Local des 145 Territoires (PDL-145T), l’un des projets majeurs du gouvernement visant à doter chaque territoire du pays d’infrastructures de base (écoles, centres de santé, routes, forages, etc.). Ce programme, considéré comme un tournant dans la politique d’équité territoriale, est élaboré et encadré au niveau du cabinet du ministère, avec une forte implication de son équipe dirigeante, dont Mickael Lukoki.
La même année, il se présente aux élections législatives nationales et est élu député national pour la circonscription de Madimba, dans la province du Kongo Central. Il siège au sein du groupe parlementaire Bonne Gouvernance, en tant que membre de l’AABG (Alliance pour une Alternative pour la Bonne Gouvernance).
Il entre officiellement à l’Assemblée nationale le 12 février 2024,
En Juin 2024, en application de la loi sur les incompatibilités des fonctions, son mandat parlementaire est suspendu du 15 juin 2024 au 15 décembre 2028, et il est remplacé par son suppléant, Patrick Mvuanda Nzola.

## Directeur de cabinet de la Première ministre
À la suite de la nomination de Judith Suminwa Tuluka comme Première ministre de la République démocratique du Congo, il est promu au poste de directeur de cabinet de la Première ministre. Il devient ainsi l’un des principaux artisans de la coordination gouvernementale. Dès sa prise de fonctions, il aide la nouvelle première ministre dans les consultations politiques pour la formation du gouvernement, ainsi que dans la structuration de l’agenda stratégique de la Primature, avec comme projet gouvernemental le Programme Annuel du Gouvernement (PAG) articulé sur six principaux piliers.

## Engagement Social
Mickael Lukoki est également fondateur de la Fondation Mickael Lukoki Nsimba, qui mène des actions dans le domaine de l’éducation, de la jeunesse, de l’agriculture et de l’énergie dans le Kongo-Central.

## Vie privée
Chrétien engagé, Mickael Lukoki est époux et père de famille. Il se définit comme un serviteur de l’État, au service de la modernisation de la République démocratique du Congo.